# Genocídio indígena

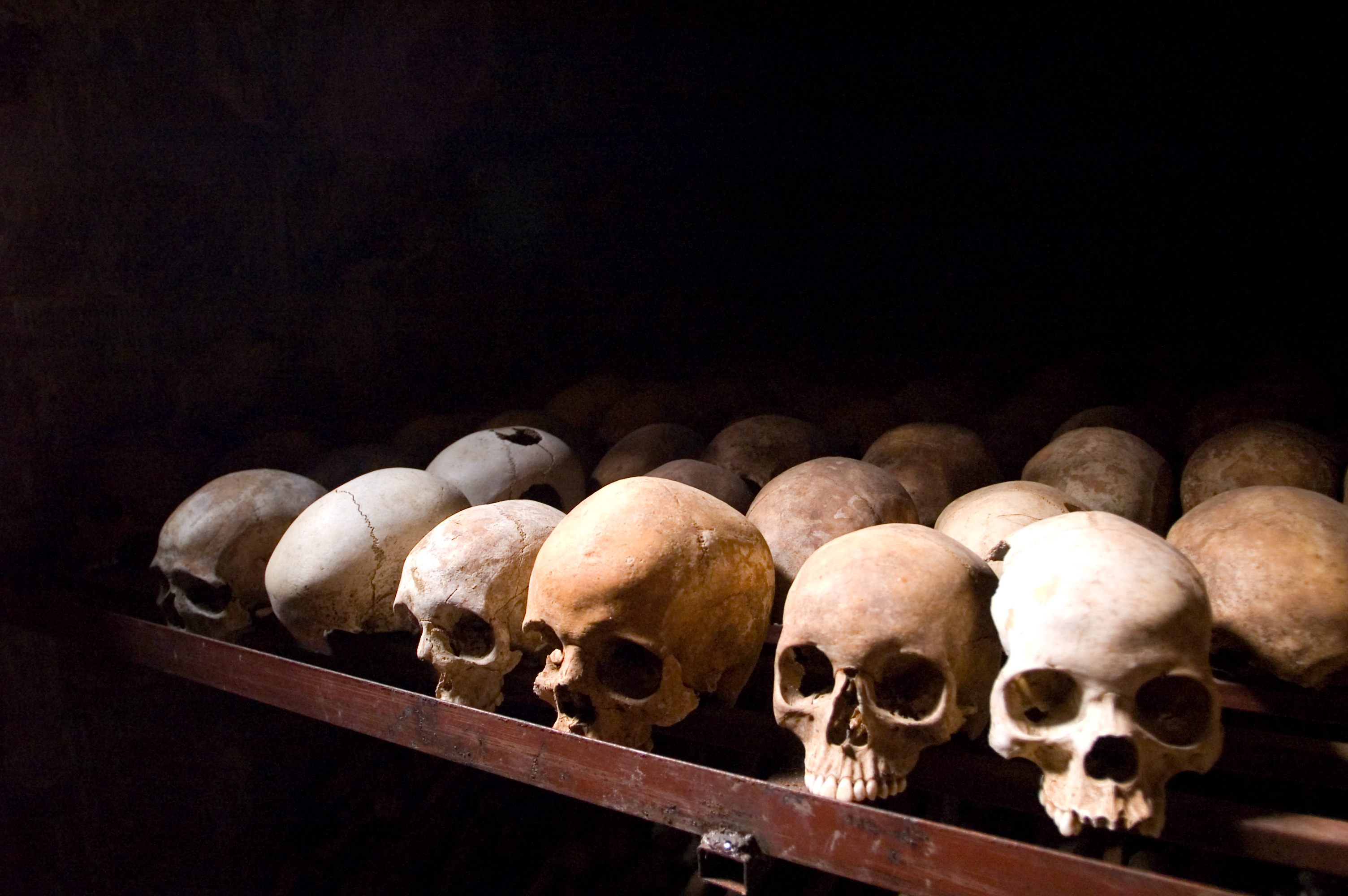
Crânios de várias vítimas do genocídio de Ruanda, uma tentativa de exterminar a etnia tutsi pela etnia hutu

Genocídio dos povos Indígenas é a destruição genocida das populações indígenas, etnias tornadas minoritárias pela ocupação expansiva colonial ou na formação de um Estado-nação, por um grupo político dominante como uma potência Colonial ou um Estado-nação. Embora o conceito de genocídio tenha sido formulado por Raphael Lemkin em meados do século XX, atos de violência genocida contra grupos indígenas ocorreram nas Américas, Oceania (especialmente Austrália), Europa, África e Ásia, especialmente durante a expansão imperialista e a subsequente estabelecimento de estados-nação em territórios indígenas. De acordo com Lemkin, a colonização foi em si "intrinsecamente genocida". Ele considerou este genocídio como um processo em duas fases, sendo a primeira a destruição do modo de vida das populações indígenas. Na segunda etapa, os recém-chegados impõem o seu modo de vida ao grupo nativo. De acordo com David Maybury-Lewis, formas imperiais e coloniais de genocídio foram encenadas de duas maneiras principais, seja através da remoção deliberada de territórios de seus habitantes originais, a fim de torná-los exploráveis para fins de extração de recursos ou assentamentos coloniais, ou através de alistamento dos povos indígenas como trabalhadores forçados em projetos de extração de recursos coloniais ou imperialistas. A designação de acontecimentos específicos como genocida é muitas vezes controverso. 
Alguns acadêmicos, entre eles Lemkin, têm argumentado que o genocídio cultural, às vezes chamado de etnocídio, também deve ser reconhecido. Um povo poderia continuar a existir, porém seria impedido de perpetuar sua identidade de grupo pelas proibições contra práticas culturais e religiosas que são a base dessa identidade. A acusação de genocídio cultural realizada pelos chineses durante a ocupação do Tibete é um exemplo. 
A expansão imperial de um povo sobre a outra foi um fator comum ao longo da história. No século XVI, a expansão dos impérios europeus levou à conquista das Américas, África, Austrália e Ásia. Este período de expansão resultou em vários casos de massacres e morte em massa por doenças. Muitos povos indígenas, como os Yukis, Beothuk, Pallawah e Herero, foram levados à beira da extinção. Em alguns casos, tribos inteiras foram aniquiladas. 

## Debate sobre genocídio
O conceito de genocídio foi definido em 1944 por Raphael Lemkin. Após a Segunda Guerra Mundial, foi adotado pelas Nações Unidas em 1948. Por Lemkin, o genocídio foi amplamente definido e incluía todas as tentativas de destruir um grupo étnico específico, seja estritamente física, através de assassinatos em massa, ou cultural ou psicológica por meio de opressão e destruição dos modos de vida nativos. 
A definição das Nações Unidas, que é utilizada no direito internacional, é mais estreita do que de Lemkin, e afirma que o genocídio é: "... qualquer dos seguintes atos cometidos com a intenção de destruir, total ou parcialmente, um grupo nacional, étnico, racial ou grupo religioso, tais como:
(a) Assassinato de membros do grupo;
(b) Causar sérios danos físicos ou mentais a membros do grupo;
(c) Sujeição intencional do grupo a condições de existência que acarretarão a sua destruição física, total ou parcial;
(d) Imposição de medidas destinadas a impedir nascimentos dentro do grupo;
(e) Transferência forçada de crianças do grupo para outro grupo."
A maioria das tentativas de definir eventos específicos como genocidas são contestados em vários graus, especialmente quando as vítimas são grupos minoritários, como os povos indígenas, e o suposto autor é um Estado-nação moderno ao invés de um império colonial. Nestes casos, se ocorreu ou não genocídio, é uma questão jurídica a ser resolvida nos tribunais internacionais de direitos humanos.
A determinação de se um acontecimento histórico deve ser considerado genocídio pode ser uma questão de debate acadêmico. Pois a responsabilidade legal não está em causa, a definição das Nações Unidas nem sempre pode fornecer a base para tais discussões. Os historiadores podem recorrer a definições mais amplas, tais como Lemkin, que vê a violência colonialista contra os povos indígenas como inerentemente genocida. Por exemplo, no caso da colonização dos povos ameríndios, em que 90% da população indígena foi dizimada em 500 anos de colonização europeia, pode ser discutível se o genocídio ocorreu quando a doença foi a principal causa do declínio da população, uma vez que existem alguns casos de introdução deliberada de doença,  mas a grande maioria dos casos, sem a intenção de causar a morte. Alguns estudiosos afirmam que a intenção de genocídio não é necessária, uma vez que o genocídio pode ser o resultado cumulativo de pequenos conflitos em que colonos ou agentes coloniais ou estatais, perpetraram violência contra grupos minoritários.  Outros argumentam que as terríveis consequências das doenças europeias entre muitas populações do Novo Mundo foram exacerbadas por diferentes formas de violência genocida, e que as mortes intencionais e não intencionais não podem ser facilmente separadas. Alguns estudiosos consideram a colonização das Américas como genocídio, uma vez que alegam que foi em grande parte alcançada através de exploração sistemática, remoção e destruição grupos étnicos específicos, mesmo quando a maioria das mortes foram causadas por doença e não pela violência direta de colonizadores. Nessa visão, o conceito do "Destino Manifesto" na expansão do leste para o oeste dos Estados Unidos pode ser visto como tendo contribuído para o genocídio. 

## Antes do século XV

### Genocídio Anasazi
Por volta de 800 a.C., o genocídio de um grupo de Anasazi ocorreu no sudoeste dos Estados Unidos. Os artefatos e ossos encontrados indicam que homens, mulheres e crianças foram torturados, estripados, assassinados e esquartejados, sugerindo que o massacre foi planejado e organizado com dias ou semanas de antecedência.
O arqueólogo Chuipka aponta: “Todas as evidências apontam para um evento rápido, que só é possível com coordenação e cumplicidade dentro da comunidade”.

### Cruzada Albigense

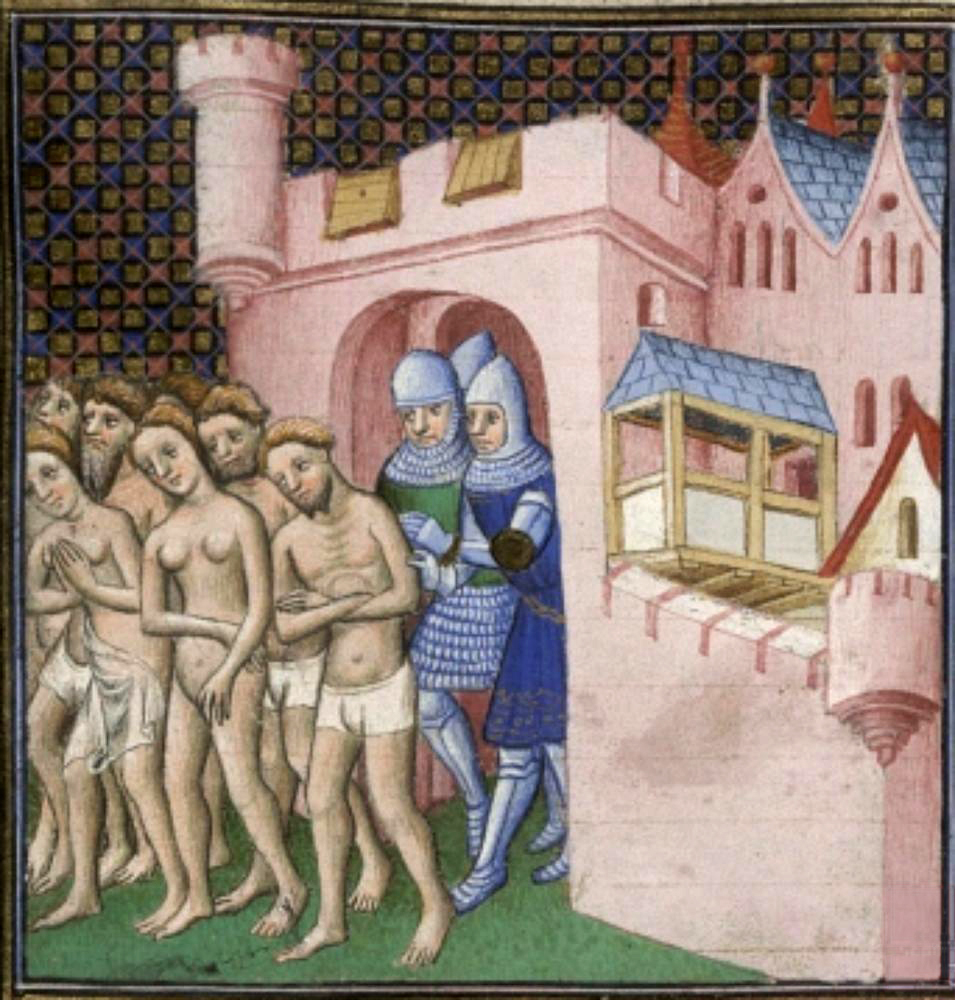
"Expulsão dos cátaros de Carcassonne em 1209", (1415), oficina do mestre de Boucicaut

Raphael Lemkin se refere à Cruzada Albigense como "um dos genocídios mais conclusivos da história religiosa".
A Cruzada Albigense foi ordenada pelo Papa Inocêncio III contra os Cátaros na região de Languedoc, na França. No decorrer da cruzada, a cidade de Béziers foi consumida pelo fogo. Arnaud Amalric escreveu ao Papa Inocêncio III: "hoje, sua santidade, 20 000 heréticos foram passados a fio de espada, não importando sua classe, idade ou sexo".

## Do século XV ao XVIII

### A questão da colonização e do genocídio nas Américas
As estimativas do declínio da população nas Américas desde o primeiro contato com os europeus em 1492 até a virada do século XX dependem da estimativa da população inicial pré-contato. No início do século XX, acadêmicos estimaram baixas populações pré-contato para as Américas, com estimativa de Alfred Kroeber tão baixas quanto 8,4 milhões de pessoas em todo o hemisfério. As descobertas arqueológicas e uma melhor panorâmica dos primeiros censos contribuíram para estimativas muito mais elevadas. Dobyns (1966) estimou uma população pré-contato de 90-112 milhões. Estimativas mais conservadoras de Denevan foram de 57,3 milhões.  Russell Thornton (1987) chegou a um valor em torno de 70 milhões. De acordo com a estimativa da população inicial, em 1900,  pode-se dizer que a população indígena teria diminuído em mais de 80%, devido, principalmente, aos efeitos de doenças como a varíola, sarampo e cólera, mas também a violência e guerra pelos colonizadores contra os índios.
Os estudiosos que argumentam de forma proeminente que este declínio da população pode ser considerado genocida incluem o historiador David Stannard  e o demógrafo antropológico Russell Thornton,  bem como acadêmicos ativistas, tais como Vine Deloria, Jr., Russell Means e Ward Churchill. Stannard compara os eventos de colonização que conduziu ao declínio da população nas Américas com a definição de genocídio na Convenção do Genocídio de 1948 das Nações Unidas, e escreve que "À luz da linguagem da ONU — mesmo pondo de lado algumas de suas construções mais frouxas — é impossível saber o que aconteceu nas Américas durante os séculos XVI, XVII, XVIII e XIX e não concluir que foi genocídio".  Thornton não considera a investida de doenças como sendo genocídio, e somente descreve como genocídio o impacto direto da guerra, da violência e massacres, muitos dos quais tiveram o efeito de aniquilar grupos étnicos inteiros.  O estudioso do Holocausto e cientista político Guenter Lewy rejeita o rótulo de genocídio e vê o despovoamento das Américas como "não um crime, mas uma tragédia". 

#### Colonização espanhola das Américas

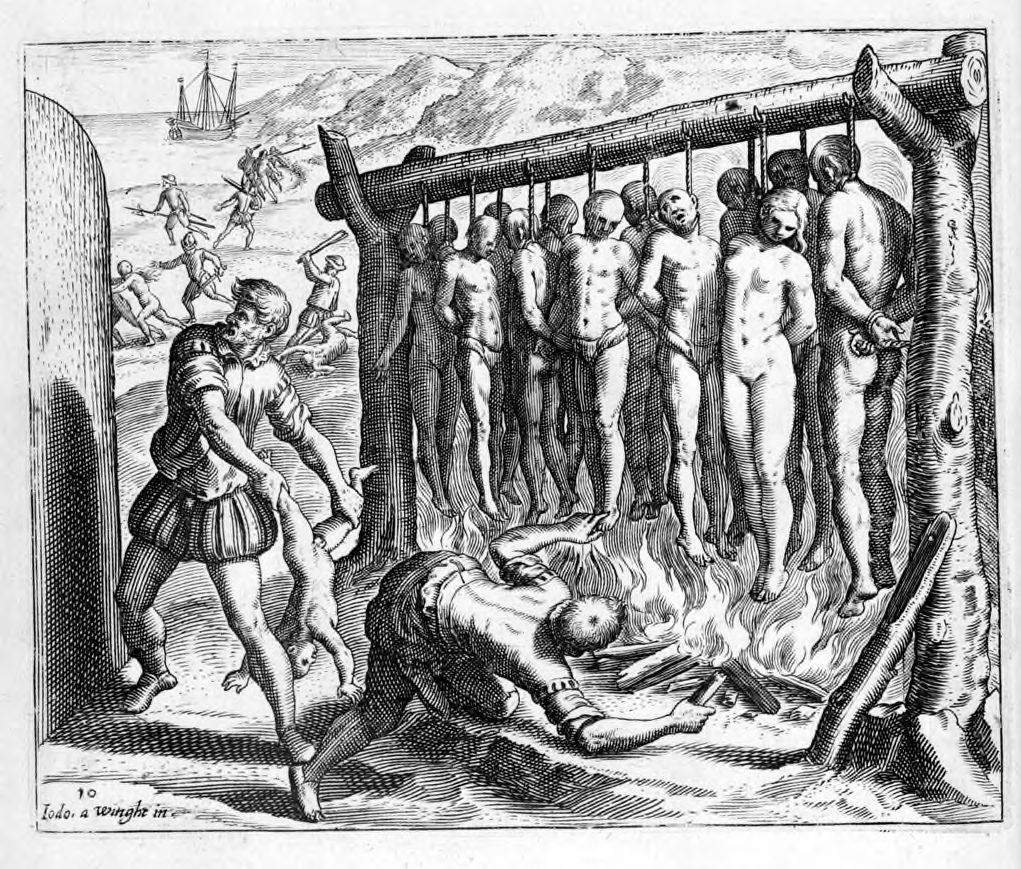
Uma ilustração do século XVI pelo protestante flamengo Theodor de Bry para Brevisima relación de la destrucción de las Indias de Las Casas, descrevendo as "atrocidades" espanholas durante a conquista de Cuba. A obra de De Bry mostra um ponto de vista eurocêntrico em que as formas anatômicas dos nativos e da arquitetura não se conformam com a fidelidade à realidade.

Estima-se que durante a conquista espanhola das Américas até oito milhões de indígenas morreram, principalmente através de doenças como varíola e sarampo

Em meio à descoberta de novas terras na América pelos espanhóis, em 1504, em seu testamento, a Rainha Isabel La Católica afirma:
Que não consintam que os índios, vizinhos e habitantes das Índias e da Terra Firme, ganhas e a serem ganhas, recebam qualquer dano à sua pessoa ou propriedade, pelo contrário, que sejam bem e justamente tratados
Com a conquista inicial das Américas concluída, em grande parte devido à colaboração de grupos indígenas que ajudaram a derrubar os impérios asteca e inca, os espanhóis implementaram o sistema de encomienda. Em teoria, a encomienda colocou grupos indígenas sob a supervisão espanhola para fomentar a assimilação cultural e conversão ao cristianismo, mas, na prática, levou à exploração e ao trabalho forçado em condições brutais. Embora no início os espanhóis acreditassem que o número de indígenas seria inesgotável, suas ações levaram à quase aniquilação de tribos como a tribo Arawak  cujo número foi reduzido pela violência e principalmente por doenças.
Nesse contexto, em 1512 foram lançadas as Leis de Burgos, que estabelecem que os índios eram homens livres e legítimos donos de suas casas e propriedades, os Reis Católicos eram senhores dos índios pelo seu compromisso evangelizador, ficou estabelecido que era possível obrigar os índios a trabalhar enquanto o trabalho fosse tolerável e eles recebessem um salário justo, e a guerra de conquista seria justificada se os índios se recusassem a ser cristianizados ou evangelizados. As leis proibiam terminantemente os encomenderos de aplicar punições aos índios.
Apesar das leis, a população indígena das Antilhas continuou diminuindo principalmente devido a doenças. No entanto, alguns padres - como Bartolomeu de las Casas- acreditavam que isso se devia às condições de trabalho a que os índios eram submetidos, teoria que utilizaram para obter respaldo para sua tese protetora.
Em 1522, o frade dominicano Bartolomeu de las Casas escreveria "Brevíssima Relação da Destruição das Índias Ocidentais" onde afirmava que a população indígena em Hispaniola havia sido reduzida de 400.000 para 200 em poucas décadas.  Suas obras estavam entre aquelas que deram origem ao termo Leyenda Negra para descrever a propaganda anti-espanhola.  Voltaire, em "O ensaio sobre os costumes" (1756), afirmava que Las Casas exagerou deliberadamente o número de mortes e idealizou os índios para chamar a atenção para o que considerava uma injustiça. "É sabido que a vontade de Isabel, Fernando, do cardeal Cisneros, de Carlos V, era constantemente tratar os índios com consideração", diria o escritor Jean-François Marmontel em 1777 na sua obra "Os Incas".
Frente aos abusos dos encomenderos, são instituídas em 1542 as Leis Novas em que se cuida e se garante o bom trato aos índios, se elimina a escravidão dos índios e se estabelece que as encomiendas não têm mais caráter hereditário. As Leis Novas levaram à extinção gradual do sistema de encomienda, além de levar à extinção da prática da escravidão indígena. As Leis das Índias, que compõem as Leis de Burgos e as Leis Novas, seriam precursoras dos Direitos Humanos.
Embora leis tenham sido promulgadas, sua aplicação foi difícil devido à vastidão do território, por exemplo, na década de 1760, uma expedição despachada para fortalecer a Califórnia, liderada por Gaspar de Portolà e Junípero Serra, foi marcada pela trabalho forçado e as doenças que assolam os indígenas 

#### Colonização britânica das Américas

##### Tentativa de extermínio do Pequot
A Guerra do Pequot foi um conflito armado que ocorreu entre 1636 e 1638 na Nova Inglaterra entre a tribo Pequot e uma aliança de colonos com as tribos Narragansett e Mohegan. A guerra terminou com a derrota decisiva dos Pequots. As colônias de Connecticut e Massachusetts ofereceram recompensas pelas cabeças dos índios hostis mortos e, posteriormente, apenas por seus cabelos. No final, cerca de 700 Pequot foram mortos ou levados cativos. Centenas de prisioneiros foram vendidos como escravos, outros sobreviventes foram dispersos como cativos para tribos vitoriosas. O resultado foi a eliminação da tribo Pequot como entidade política viável no sul da Nova Inglaterra e as autoridades coloniais a classificaram como extinta. No entanto, até hoje, membros da tribo Pequot ainda vivem.

##### Massacre da tribo Narragansett
O Grande Massacre do Pântano foi realizado durante a Guerra do Rei Philip pela milícia colonial da Nova Inglaterra contra a tribo Narragansett em dezembro de 1675. Em 15 de dezembro daquele ano, os guerreiros Narragansett atacaram o Jireh Bull Blockhouse matando pelo menos 15 pessoas. Quatro dias depois, a milícia colonial de Plymouth, Connecticut e Massachusetts foi levada para a principal cidade de Narragansett. O assentamento foi queimado, seus habitantes mortos ou despejados e a maioria das barracas de inverno da tribo foram destruídas. Acredita-se que pelo menos 97 guerreiros Narragansett e entre 300 e 1.000 não combatentes morreram. O massacre foi um golpe crítico para a tribo que nunca se recuperou totalmente.

##### Guerras francesas e indianas
Durante a guerra francesa e indiana, Lord Jeffrey Amherst, comandante das forças britânicas, autorizou o uso de guerra biológica para exterminar uma tribo local de índios Ottawa. Em 12 de junho de 1755, o governador de Massachusetts, William Shirley, estava oferecendo uma recompensa de £ 40 por um couro cabeludo indiano masculino e £ 20 pelo couro cabeludo de mulheres ou crianças com menos de 12 anos de idade. Em 1756, o vice-governador da Pensilvânia, Robert Morris, em sua Declaração de Guerra contra o povo de Lenni Lenape (Delaware) ofereceu "130 peças de oito para o couro cabeludo de cada inimigo indiano do sexo masculino, acima de 12 anos" e "50 pedaços de oito para o couro cabeludo de cada índia, produzidos como prova de sua morte"

#### Colonização portuguesa das Américas
Durante a colonização portuguesa das Américas, Cabral arribou na atual costa do Brasil. Na década seguinte, os indígenas Tupí, Tapuya e outras tribos que viviam ao longo do litoral sofreram um grande despovoamento devido a doenças e violência. Como no caso espanhol, também houve um processo de miscigenação entre portugueses e indígenas. Estima-se que dos 2,5 milhões de indígenas que viveram no Brasil, menos de 10% sobreviveram até o século XVII. O principal motivo do despovoamento foram doenças como a varíola.

### Conquista de Sibéria pelo Império Russo
A conquista russa da Sibéria foi acompanhada de massacres devido à resistência indígena à colonização pelos cossacos russos. Nas mãos de figuras como Vasilii Poyarkov em 1645 e Yerofei Khabarov em 1650, alguns povos como os Daur foram massacrados pelos russos. 8.000 dos 20.000 habitantes de Kamchatka permaneceram após meio século de massacre pelos cossacos.
Na década de 1640, os Yakuts foram submetidos a massacres durante o avanço russo em direção às suas terras perto do rio Lena, e em Kamchatka, na década de 1690, os Koryak, Kamchadals e Chukchi também foram submetidos a massacres. Quando os russos não obtiveram a quantidade necessária de yasak dos nativos, o governador de Yakutsk, Pyotr Golovin, usou ganchos de carne para pendurar os nativos. Na bacia de Lena, 70% da população Yakut morreu em 40 anos.
Em Kamchatka, os russos esmagaram violentamente os levantes Itelmens contra seu governo em 1706, 1731 e 1741, a primeira vez que os itelmen estavam armados com armas de pedra, eles estavam mal preparados e equipados. Os russos enfrentaram uma resistência mais dura quando de 1745 a 1756 tentaram exterminar os Koraks equipados com armas e arcos até sua vitória. Os cossacos russos também enfrentaram forte resistência e foram forçados a se render quando tentaram, sem sucesso, acabar com o Chukchi em 1729. Após a derrota russa em 1729 nas mãos do Chukchi, o comandante russo Major Pavlutskiy foi o responsável pela guerra contra os Chukchi e os assassinatos em massa e escravidão de mulheres e crianças Chukchi em 1730-1731, mas sua crueldade só fez os Chukchis lutarem mais ferozmente. A Imperatriz Elizabeth ordenou um genocídio dos Chukchis e Koraks, em 1742, para expulsá-los totalmente de suas terras natais e apagar sua cultura através da guerra. A ordem era para que os nativos fossem "totalmente extirpados" com Pavlutskiy liderando novamente essa guerra de 1744 a 1747, na qual liderou os cossacos "com a ajuda do Deus Todo-Poderoso e para a boa fortuna de Sua Alteza Imperial". No entanto, o Chukchi encerrou esta campanha e os forçou a se render matando Pavlitskiy e decapitando sua cabeça. Os russos também lançaram guerras e massacres contra os Koraks em 1744 e 1753-1754. Depois que os russos tentaram forçar os nativos a se converterem ao cristianismo, diferentes povos nativos, como os Koraks, Chukchis, Itelmens e Yukagirtodos uniram forças para expulsar os russos de suas terras na década de 1740, o que culminou no ataque aos Forte Nizhnekamchatsk em 1746.
Kamchatka hoje tem apenas 2,5% dos nativos, cerca de 10.000 de um número anterior de 150.000, devido aos massacres massacres pelos cossacos após sua anexação em 1697 de Itelmen e Koryaks durante as primeiras décadas do domínio russo. O genocídio dos cossacos russos devastou os povos nativos de Kamchatka e exterminou grande parte de sua população. Além de cometer genocídio, os cossacos também devastaram a vida selvagem matando um grande número de animais para obter peles. 90% dos Kamchadals e metade dos Vogules foram mortos entre os séculos XVIII e XIX e o rápido genocídio da população indígena causou a aniquilação total de grupos étnicos inteiros. Grande parte da matança foi causada pelo comércio de peles.
Os aleutas foram sujeitos ao genocídio e à escravidão pelos russos durante os primeiros 20 anos de governo russo, com mulheres e crianças aleutas capturadas pelos russos e homens aleutas massacrados.

### China durante a Dinastia Qing
Alguns estudiosos afirmam que cerca de 80% da população de Dzungar (600.000 ou mais) foi destruída em uma combinação de guerras e doenças durante a conquista Qing do Canato de Dzungar em 1755-1757.
O historiador Mark Levene declarou que o extermínio dos Dzungars foi "possivelmente o genocídio quintessencial do século XVIII".

## Século XIX a meados do século XX

### México
Em 1835, o governo do estado mexicano de Sonora colocou uma recompensa sobre os apaches que, ao longo do tempo, evoluiu para um pagamento pelo governo de 100 pesos para cada escalpo de um homem de 14 ou mais anos de idade.  O autor e historiador James L. Haley escreveu: "Começando em 1837, o estado de Chihuahua também ofereceu recompensa, 100 pesos por guerreiro, 50 pesos por mulher, e 25 pesos por criança, nada mais nada menos que um genocídio."  De acordo com Harris Worcester: "A nova política atraiu um grupo diversificado de homens, incluindo anglos, escravos fugitivos liderados pelo seminole John Horse e índios - Kirker usou Delawares e Shawnees; outros, como Terrazas, usaram Tarahumaras, e o chefe seminole Coacoochee liderou um bando de seu próprio povo que fugiu do território indígena."
Durante o governo de Porfirio Díaz, a tribo Yaqui encenou vários levantes pelos quais o governo mexicano tomou medidas. O massacre e a escravidão contra a tribo Yaqui reduziram a população de 30.000 para 7.000, com cerca de 20.000 índios Yaqui mortos em Sonora.

### Argentina - Chile
Tanto a Argentina quanto o Chile lançaram campanhas de expansão territorial na segunda metade do século XIX às custas dos povos indígenas. A chamada Pacificação da Araucanía, pelo exército chileno, despojou o então independente povo Mapuche de suas terras entre as décadas de 1860 e 1880, assim como a Argentina, cujo processo foi denominado Conquista do Deserto. No sul da Patagônia, os dois estados ocuparam terras e águas indígenas e facilitaram o genocídio perpetrado por fazendeiros e empresários da Terra do Fogo.

### Estados Unidos e expansão para o oeste
No final do século XVI, Inglaterra, França, Espanha e Países Baixos lançaram esforços de colonização na parte da América do Norte que atualmente são os Estados Unidos.  Os Estados Unidos não foram legalmente admoestados pela comunidade internacional por atos genocidas contra a sua população indígena, mas muitos analistas e acadêmicos argumentam que eventos tais como Trilha das Lágrimas, Massacre de Sand Creek e a Guerra Mendocino foram genocidas por natureza.  Alguns relatos indicam massacres genocidas envolvendo autoridades governamentais dos Estados Unidos distribuindo cobertores infectados com varíola em 1837 provavelmente ocorrendo entre algumas tribos.  Além disso, é documentado que o então Secretário de Guerra Lewis Cass ordenou que nenhum Mandan (juntamente com os Arikaras, os Cree, e os Blackfoot) recebessem vacinações contra a varíola, que foram concedidas a outras tribos em outras áreas.   A análise acadêmica indica que o comandante britânico Jeffery Amherst autorizou o uso intencional da doença como arma biológica contra populações indígenas durante o cerco de Fort Pitt. 

#### Remoção indígena e Trilha das Lágrimas
Seguindo o Indian Removal Act de 1830, o governo estadunidense começou a  realocação à força de tribos da Costa Leste através do Mississippi. A remoção incluiu muitos membros das nações Cherokees, Muscogee (Creek), Seminole, Chickasaw e Choctaw, entre outras, nos Estados Unidos, de suas pátrias para território indígena em seções orientais do atual estado de Oklahoma. Cerca de 2.500 a 6.000 morreram ao longo da Trilha das Lágrimas.  Chalk e Jonassohn afirmam a deportação da tribo Cherokee ao longo da Trilha das Lágrimas certamente seria considerado um ato de genocídio atualmente.  O Indian Removal Act de 1830 conduziu ao êxodo; cerca de 17.000 Cherokees - além de aproximadamente 2.000 Cherokee pertencentes a escravos negros - foram removidos de suas casas.  O número de pessoas mortas como resultado da Trilha das Lágrimas tem sido diversas vezes estimado. O médico e missionário americano Elizur Butler, que fez a viagem com uma parte, estima 4.000 mortes.
Historiadores como David Stannard  e Barbara Mann  observaram que o exército deliberadamente encaminhou a marcha dos Cherokee para passar por áreas conhecidas de epidemia de cólera, tais como Vicksburg. Stannard estima que durante a remoção forçada de suas terras natais, após o Indian Removal Act assinado em lei pelo presidente Andrew Jackson em 1830, 8000 Cherokee morreram, cerca da metade da população total. 

#### Guerras indígenas nos Estados Unidos

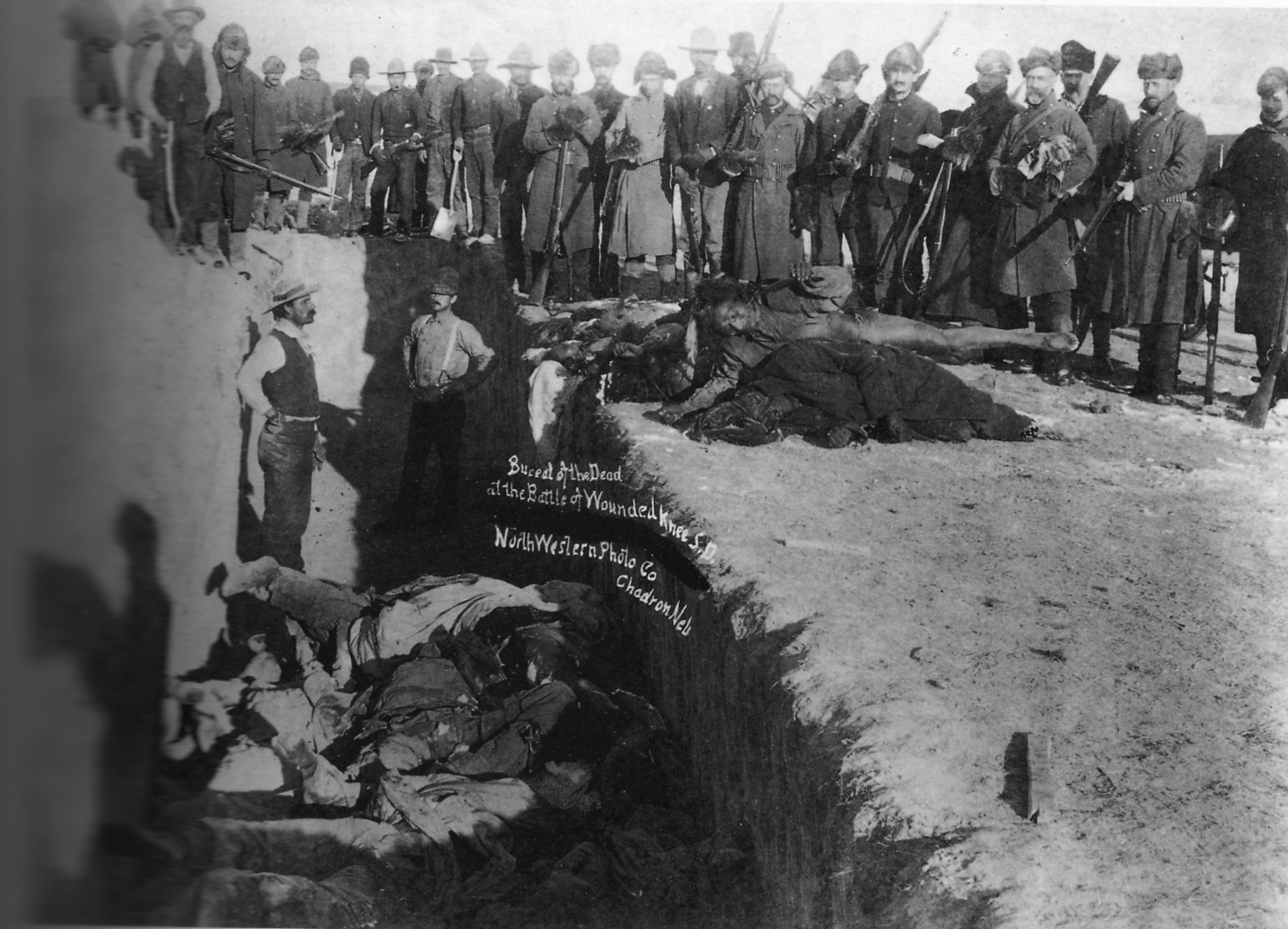
Uma vala comum sendo escavada para corpos congelados de Massacre de Wounded Knee de 1890, no qual o Exército dos EUA assassinou 150 Lakotas, marcando o fim das Guerras Indígenas.

Durante as guerras indígenas nos Estados Unidos, o Exército dos Estados Unidos realizou uma série de massacres e deslocamentos forçados de povos indígenas que foram, por vezes, considerados genocídio. O massacre de Sand Creek, que causou indignação em sua própria época, tem sido chamado de genocídio. O general John Chivington liderou uma força de milícia de 700 homens do Território de Colorado em um massacre de 70-163 Cheyenne e Arapaho pacíficos, cerca de dois terços dos quais eram mulheres, crianças e bebês. Chivington e seus homens tomaram escalpos e outras partes do corpo como troféus, incluindo fetos humanos e genitália masculina e feminina.  Em defesa de suas ações Chivington declarou,

Amaldiçoe qualquer homem que simpatize com os índios! ... Eu vim para matar índios, e acredito que é certo e honrado usar qualquer meio, debaixo do céu de Deus para matar índios... Matar e escalpelar todos, grandes e pequenos; lêndeas fazem piolhos— - Cel. John Milton Chivington, Exército dos EUA

#### Colonização da Califórnia e Oregon
A colonização estadunidense da Califórnia começou de verdade em 1849, e resultou em um grande número de massacres subsidiados pelo Estado por colonos contra os índios no território, fazendo com que vários grupos étnicos inteiros fossem aniquilados. Em uma dessas série de conflitos, a chamada Guerra Mendocino e a subsequente Guerra de Round Valley, o povo Yuki inteiro foi levado à beira da extinção, de uma população anterior de cerca de 3.500 pessoas para menos de 100. De acordo com Russell Thornton, as estimativas da população pré-colombiana da Califórnia era pelo menos 310.000, e podendo ser de 705.000. Em 1849, devido à colonização e as epidemias espanhola e mexicana este número tinha diminuído para 100.000. Mas a partir de 1849 e até 1890, a população indígena da Califórnia havia caído abaixo de 20.000, principalmente por causa dos assassinatos.  Pelo menos 4.500 índios da Califórnia foram mortos entre 1849 e 1870, enquanto muitos outros morreram devido à doença e fome.  10.000 índios também foram sequestrados e vendidos como escravos.  

### Estado Livre do Congo
Sob Leopoldo II da Bélgica, a perda populacional no Estado Livre do Congo foi estimada em sessenta por cento.  O Estado Livre do Congo foi especialmente atingido pelas epidemias da doença do sono e varíola. 

### Genocídio dos hererós e namaquas
Atrocidades contra a população indígena africana pelo império colonial alemão podem ser datadas até os primeiros assentamentos alemães no continente. As autoridades coloniais alemãs realizaram genocídio no Sudoeste Africano Alemão  e os sobreviventes foram encarcerados em campos de concentração. Também foi relatado que, entre 1885 e 1918, as populações indígenas do Togo, África Oriental Alemã  e Camarões sofreram vários abusos dos direitos humanos, incluindo fome pela tática da terra arrasada e transferência forçada para utilização como mão de obra. A ação do Império Alemão no Sudoeste Africano Alemão contra a tribo Herero é considerada por Howard Ball como sendo o primeiro genocídio do século XX.  Depois que os Hererós, namas e Damaras iniciaram uma revolta contra o governo colonial,  o general Lothar von Trotha, designado como chefe das forças alemãs no Sudoeste Africano Alemão pelo Imperador Guilherme II, em 1904, deu a ordem para as forças alemãs para impeli-los para o deserto onde morreriam. 
Em 2004, o Estado alemão pediu desculpas pelo genocídio.  Enquanto muitos argumentam que a campanha militar na Tanzânia para suprimir a Rebelião Maji Maji na África Oriental Alemã entre 1905 e 1907 não foi um ato de genocídio, uma vez que os militares não tinham como objetivo intencional a morte de centenas de milhares de africanos, de acordo com Dominik J. Schaller, a declaração  lançada na época pelo governador Gustav Adolf von Götzen não o absolve da acusação de genocídio, mas seria uma prova que a administração alemã sabia que os seus métodos de terra arrasada resultariam em fome.  Estima-se que 200.000 africanos morreram da fome, com algumas áreas completamente e permanentemente desprovidas de vida humana. 

### O Império Russo e os circassianos
O genocídio circassiano foi o assassinato em massa sistemático, limpeza étnica, migração forçada e expulsão de 800.000 - 1.500.000 circassianos realizada pelo Império Russo entre 1864 e 1870.

### Império Otomano

#### Armênios

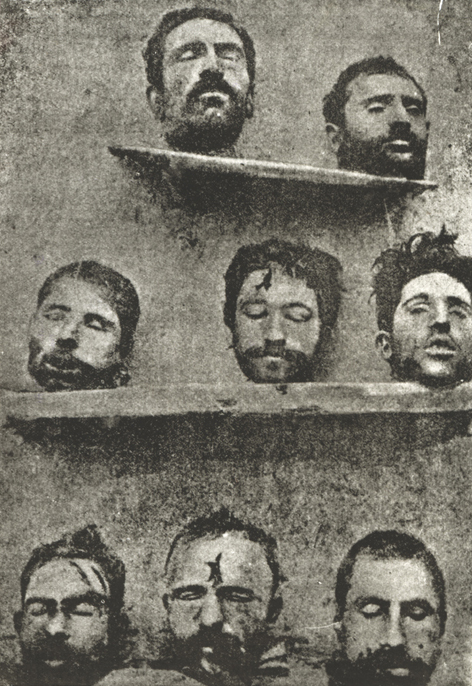
Cabeças cortadas de professores armênios

O genocídio armênio foi o extermínio dos armênios pelo governo otomano, uma minoria dentro de sua pátria histórica. O número total de pessoas mortas como resultado do genocídio é estimado entre 800.000 e 1,5 milhão. O dia 24 de abril de 1915 é convencionalmente considerado a data do início dos massacres, quando as autoridades otomanas prenderam e executaram cerca de 250 intelectuais e líderes armênios em Constantinopla.

#### Assírios
O Genocídio Assírio, também conhecido como Sayfo, foi o massacre em massa da população Assíria do Império Otomano pelas tropas Otomanas. O genocídio assírio ocorreu no mesmo contexto que os genocídios armênio e grego. As estimativas do número total de mortes variam. David Gaunt aceita a cifra de 275.000, arriscando uma cifra de 300.000 mortes.

#### Grego
O genocídio grego foi o assassinato da população grega cristã otomana realizado na Anatólia entre 1913 e 1922 por razões étnico-religiosas. Foi um movimento instigado pelo Império Otomano e pelo movimento nacional turco contra a população grega indígena que incluiu massacres, deportações forçadas, expulsões sumárias, execuções arbitrárias e destruição de monumentos históricos religiosos e culturais ortodoxos orientais.

### Império Britânico
O Império Britânico foi acusado de vários genocídios.  A doutrina da terra nullius foi utilizada pelos britânicos para justificar a sua tomada do território na Austrália e Tasmânia. A morte de 3.000 a 15.000 aborígenes tasmanianos tem sido chamada de um ato de genocídio.  O número de aborígines australianos diminuiu 84% após a colonização britânica. A população Maori da Nova Zelândia sofreu uma queda de 57% desde seu pico. No Canadá, a população das Primeiras Nações Indígenas da Colúmbia Britânica diminuiu 75%. Os grupos indígenas sobreviventes continuaram a sofrer severa discriminação por motivos raciais em suas novas sociedades coloniais.
Acabou sendo uma questão controversa se o declínio drástico da população pode ser considerado um exemplo de genocídio, e os estudiosos argumentaram se o processo como um todo ou períodos de tempo específicos e processos locais atendem aos requisitos da definição legal. Raphael Lemkin, o criador do termo "genocídio", considerou a substituição colonial de nativos americanos por ingleses e posteriormente colonos britânicos como um dos exemplos históricos de genocídio. O historiador Niall Ferguson se referiu ao caso da Tasmânia como "um evento que realmente merece o termo agora usado demais 'genocídio'" e menciona a Irlanda e a América do Norte como áreas que sofreram limpeza étnica nas mãos dos britânicos. De acordo com Patrick Wolfe no Journal of Genocide Research, o "massacre de povos indígenas na fronteira" pelos britânicos constitui genocídio.

#### Colonização da Austrália e Tasmânia
A extinção dos aborígenes tasmanianos é considerada como um caso clássico de genocídio por Lemkin, pela maioria dos acadêmicos comparativos de genocídio, e muitos historiadores gerais, incluindo Robert Hughes, Ward Churchill, Leo Kuper e Jared Diamond, que baseiam sua análise sobre histórias anteriormente publicadas.  Entre 1824 e 1908, os colonos brancos e a Native Mounted Police  em Queensland, de acordo com Raymond Evans, assassinaram mais de 10.000 aborígenes, que eram considerados como vermes e às vezes até caçados por esporte. 
De uma população estimada em 1.788 em mais de meio milhão, menos de 50.000 aborígenes sobreviveram em 1900. A maioria morreu de doenças introduzidas, mas possivelmente 20.000 pessoas foram mortas por tropas britânicas, polícia e colonos nas guerras de fronteira da Austrália. e os massacres que acompanharam a expropriação.
Ben Kiernan, um historiador australiano de genocídio, considera a evidência australiana ao longo do primeiro século da colonização como um exemplo de genocídio em sua história do conceito e prática de 2007, Blood and soil: a world history of genocide and extermination from Sparta to Darfur.  A prática australiana de retirar as crianças descendentes dos aborígenes australianos e dos Nativos do Estreito de Torres de suas famílias, tem sido descrita como genocida.  O relatório de 1997, "Bringing them Home", concluiu que a separação forçada de crianças aborígenes de suas famílias constitui um ato de genocídio.  Na década de 1990, uma série de instituições estatais australianas, incluindo o estado de Queensland, pediram desculpas por suas políticas relativas à separação forçada de crianças aborígenes.  Outra acusação contra o estado australiano é o uso de serviços médicos aos aborígines para administrar terapia contraceptiva para mulheres indígenas sem o seu conhecimento ou consentimento, incluindo a utilização de Depo Provera, bem como ligadura de trompas. Ambas, a adoção forçada e a contracepção forçada, seriam abrangidas pelas disposições da Convenção do Genocídio da ONU.  Alguns estudiosos australianos, incluindo o historiador Geoffrey Blainey, o cientista político Ken Minogue e o proeminente professor Keith Windschuttle, rejeitam a ideia de que a política aborígene australiana foi genocida. 

### Ciclo da borracha no Congo e Putumayo

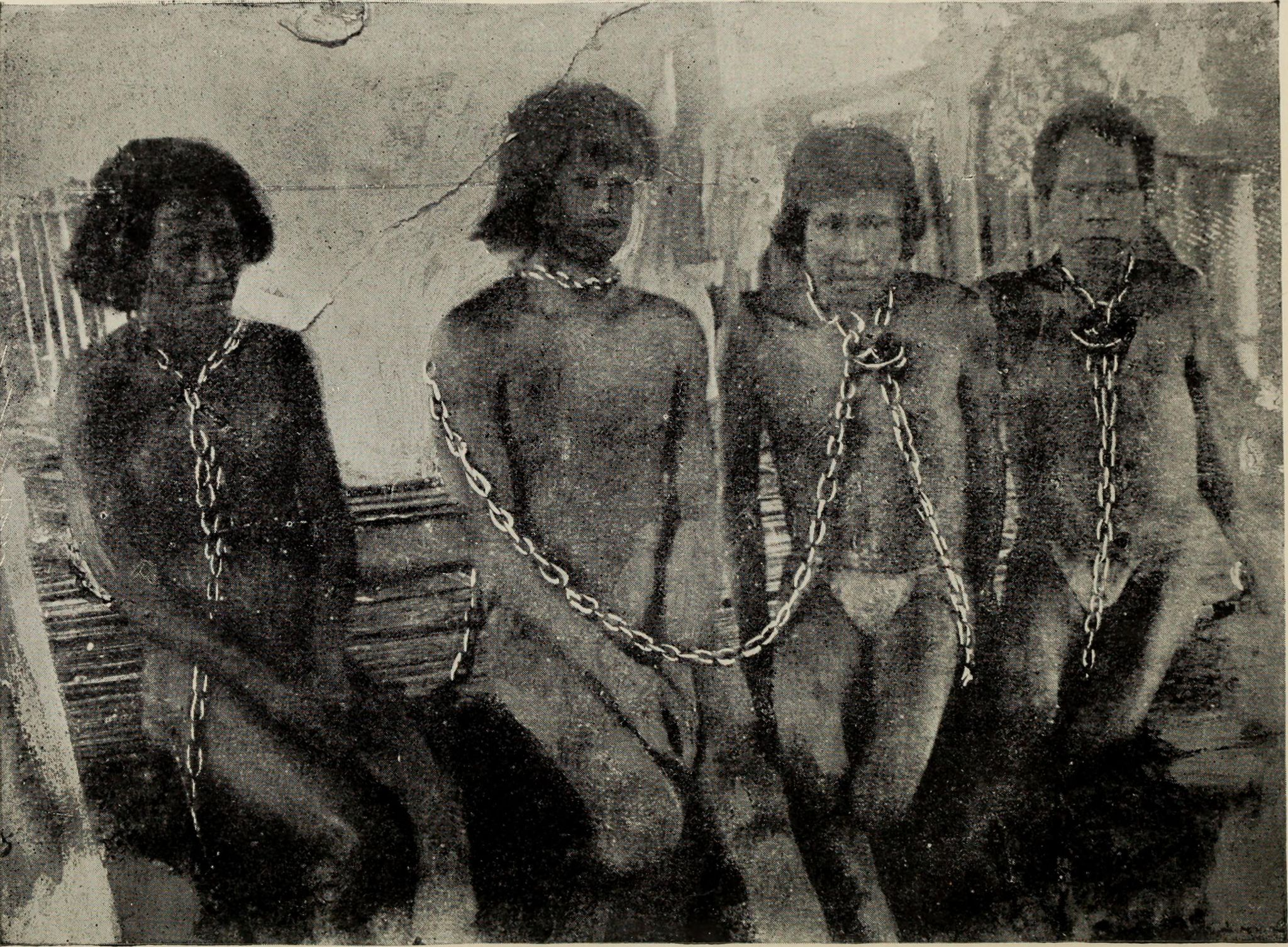
Índios da Amazônia escravizados durante o ciclo da borracha na região de Putumayo, Peru.

De 1879 a 1912, o mundo experimentou um ciclo da borracha. Os preços da borracha dispararam, e tornou-se cada vez mais lucrativo extrair borracha das zonas de floresta tropical na América do Sul e África Central. A extração da borracha era de trabalho intensivo e a necessidade de uma grande força de trabalho teve um efeito negativo significativo sobre a população indígena em todo o Brasil, Peru, Equador e Colômbia e no Congo. Os proprietários das plantações ou barões da borracha eram ricos, porém aqueles que recolhiam a borracha conseguiam muito pouco, uma vez que era necessário uma grande quantidade de borracha para ser rentável. Os barões da borracha reuniam todos os índios e os obrigavam a explorar borracha das árvores. Escravidão e abusos graves dos direitos humanos foram generalizados, e em algumas áreas 90% da população indígena foi dizimada. Uma plantação iniciada com 50.000 índios e quando as mortes foram descobertas, apenas 8.000 ainda estavam vivos. Estas plantações de borracha eram parte do mercado da borracha brasileira, que diminuiu à medida que as plantações de borracha no Sudeste da Ásia tornou-se mais eficiente. 
Roger Casement, um viajante irlandês a região de Putumayo do Peru como um cônsul britânico durante 1910-1911, documentou o abuso, a escravidão, assassinatos e utilização dessas reservas para tortura contra os índios:

"Os crimes imputados a muitos homens agora a serviço da Peruvian Amazon Company são do tipo mais atroz, incluindo assassinato, violação, e açoitamento constante."

### Império japonês

#### Colonização japonesa de Hokkaido
Os Ainu são um povo indígena do Japão (Hokkaidō). Em uma notícia de 2009, o Japan Today relatou: "Muitos Ainu foram forçados a trabalhar, essencialmente como escravos, para Wajin (de etnia japonesa), resultando na desintegração de famílias e na introdução de varíola, sarampo, cólera e tuberculose em sua comunidade. Em 1869, o novo governo Meiji renomeou Ezo Hokkaido e unilateralmente o incorporou ao Japão. Ele baniu a língua Ainu, tirou as terras Ainu e proibiu a pesca de salmão e a caça de veados". Roy Thomas escreveu: “Os maus tratos aos povos nativos são comuns a todas as potências coloniais e, na pior das hipóteses, leva ao genocídio. No entanto, os povos nativos do Japão, os Ainu, foram particularmente enganados. cruel, já que os japoneses se recusaram a aceitá-los oficialmente como uma minoria separada". Os Ainu enfatizaram que eram nativos das Ilhas Curilas e que tanto os japoneses quanto os russos eram invasores. Em 2004, a pequena comunidade Ainu que vivia na Rússia em Kamchatka, Krai, escreveu uma carta a Vladimir Putin, instando-o a reconsiderar qualquer movimento para conceder ao Japão as Ilhas Curilas do Sul. Na carta, eles culpavam os japoneses, os russos czaristas e os soviéticos pelos crimes contra os Ainu, como assassinato e assimilação, e também o instavam a reconhecer o genocídio japonês contra o povo Ainu, que foi rejeitado por Putin.

#### Genocídio de Oroqen e Hezhen
Durante a Segunda Guerra Sino-Japonesa (1937 - 1945), os japoneses realizaram "experimentos bacterianos" no povo Oroquen e os introduziram ao ópio, que contribuiu para sua morte e declínio populacional até que apenas 1.000 deles permanecessem vivos no final da guerra. Os japoneses proibiram os Oroquen de se comunicarem com membros de outros grupos étnicos e também os forçaram a caçar animais para eles em troca de rações e roupas inadequadas. Depois que dois soldados japoneses foram mortos em Alihe por um caçador de Oroquen, os japoneses envenenaram 40 Oroquen até a morte.
A população de Hezhen diminuiu 90% devido às mortes causadas pela crueldade japonesa, que incluiu trabalho forçado e relocação. Quando os japoneses foram derrotados em 1945, apenas 300 Hezhen foram deixados vivos de uma população estimada de 1.200 em 1930.

### Alemanha nazista

#### Porajmos

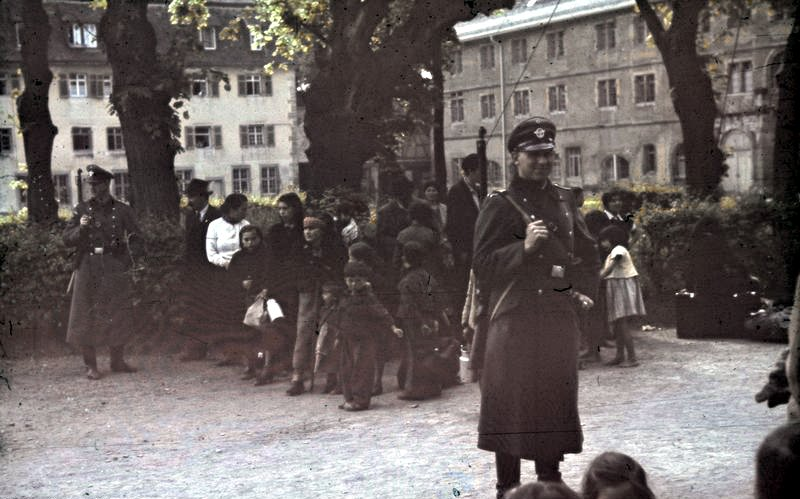
Tropas alemãs cercam ciganos em Asperg, Alemanha, em maio de 1940

O genocídio cigano ou Porajmos (que significa "o devorador") foi um esforço da Alemanha nazista e seus aliados da Segunda Guerra Mundial para realizar uma limpeza étnica contra o povo cigano da Europa. Em 1935, foi emitido um decreto complementar às Leis de Nuremberg, que classificava os ciganos como "inimigos do Estado racial", colocando-os na mesma categoria dos judeus.
Os historiadores estimam que entre 220.000 e 500.000 ciganos foram mortos pelos alemães e seus colaboradores entre 25% e mais de 50% da estimativa de pouco menos de 1 milhão de ciganos na Europa na época, pesquisa subsequente citada por Ian Hancock estima o número de mortos em cerca de 1,5 milhão de cerca de 2 milhões de ciganos.

### União das Repúblicas Socialistas Soviéticas

#### Holodomor

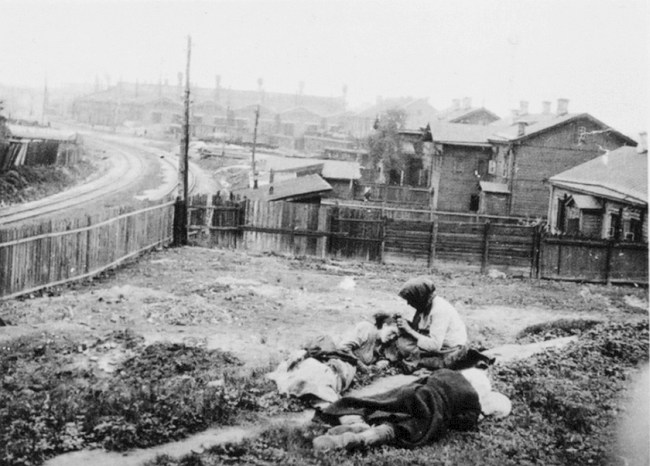
Vítimas de fome. Região de Kharkov, 1933. Foto da coleção do cardeal Theodor Innicir (Arquivos da Diocese de Viena). Foto tirada pelo Eng. A. Wienerberger.

O genocídio ucraniano, também chamado de holodomor ("matar de fome") foi uma fome deliberadamente causada pela União Soviética, juntamente com fatores ambientais, contra a população de etnia ucraniana. O termo Holodomor enfatiza os aspectos intencionais da fome, como a rejeição da ajuda estrangeira, o confisco de alimentos e a restrição de movimento da população.
As estimativas do número de mortos variam. Estimativas mais altas colocam o número de mortos em até 12 milhões de ucranianos étnicos como resultado da fome, outros estimam o número em 3,3 e 7,5 milhões de mortos. Desde 2006, o Holodomor foi reconhecido pela Ucrânia e 15 outros países como um genocídio do povo ucraniano executado pelo governo soviético.

#### Transferências de população
A transferência de população foi a deportação em massa de pessoas entre os anos 1930 e 1950 (ver: Fome cazaque de 1930-1933). As deportações podem ser classificadas como: deportações considerando pessoas "inimigas dos trabalhadores", deportações de nacionalidades inteiras, transferência de mão de obra e migrações organizadas em direções opostas para preencher territórios etnicamente "limpos". Na maioria dos casos, seus destinos eram áreas remotas e escassamente povoadas. Estima-se que, em sua totalidade, as migrações forçadas internas afetaram pelo menos 6 milhões de pessoas. Desse total, 1,0 milhão de camponeses e minorias étnicas foram deportados entre 1932-1939, enquanto cerca de 3,5 milhões de minorias étnicas foram reassentadas durante 1940-1952.

##### Operação Lentil
Foi a expulsão pelos soviéticos das populações Vainakh (Chechênia e Ingushetia) do norte do Cáucaso para a Ásia Central. A deportação cobriu mais de 650.000 pessoas, bem como o desaparecimento completo da República Socialista Soviética Autônoma da Chechênia-Inguchétia. Dezenas de milhares de chechenos e inguches morreram ou foram mortos durante a coleta, transporte e nos primeiros anos de exílio. Em 2004, o Parlamento Europeu classificou essa deportação forçada como um ato de genocídio.

##### Operação Priboi
Operação Priboi era o codinome de uma deportação em massa realizada nos estados bálticos pelos soviéticos em 25-28 de março de 1949. Aproximadamente 90.000 estonianos, letões e lituanos, rotulados de "inimigos do povo", foram deportados. para áreas inóspitas da União Soviética. A consequência das deportações foi a alta mortalidade de deportados durante os primeiros anos de exílio na Sibéria, causada pela incapacidade das autoridades soviéticas de fornecer roupas ou moradia adequadas, seja por negligência ou previsão, chegando a 15% do total. Alguns consideram esta operação um genocídio. O Tribunal Europeu dos Direitos do Homem determinou que a operação constituiu um crime contra a humanidade.

## De meados do século XX até o presente
O genocídio de tribos indígenas ainda é um recurso contínuo no mundo moderno, com o despovoamento contínuo dos Jivaro, Yanomami e de outras tribos no Brasil tendo sido descrito como genocídio.  As ações estatais em Bangladesh contra os Jumma foram descritas internacionalmente como limpeza étnica e genocídio.  O Paraguai também foi acusado de realizar um genocídio contra os Aché cujo caso foi levado perante a Comissão Interamericana de Direitos Humanos. A comissão proferiu uma decisão provisória que o genocídio não tinha sido cometido pelo Estado, mas expressou preocupação ao longo dos "possíveis abusos por particulares em áreas remotas do território do Paraguai". 

### China sob regime comunista

#### Tibete
Em 5 de junho de 1959 Shri Purshottam Trikamdas, advogado sênior, Supremo Tribunal da Índia, apresentou um relatório sobre o Tibete à Comissão Internacional de Juristas (uma ONG):
| “ | A partir dos fatos expostos acima as seguintes conclusões podem ser tiradas: ... (e) Para examinar todas essas provas obtidas por esta Comissão e de outras fontes e para adotar as medidas adequadas e, em especial, para determinar se o crime de Genocídio - para o qual já existe uma forte presunção - está estabelecido e, nesse caso, para dar início a essa ação, como previsto pela Convenção de Genocídio de 1948 e pela Carta das Nações Unidas para a supressão destes atos e reparação adequada; | ” |

David White afirma: "Ao todo, mais de um milhão de tibetanos, um quinto da população, havia morrido como resultado da ocupação chinesa até o fim da Revolução Cultural". 

### Bangladesh
Em Bangladesh, a perseguição das tribos indígenas de Chittagong Hill Tracts, como os Chakma, Marma, Tripura e outros que são principalmente budistas, hindus, cristãos e animistas, tem sido descrita como genocida.  Chittagong Hill Tracts estão localizadas na fronteira com a Índia, Myanmar e na Baía de Bengala, e abriga 500.000 indígenas. Os perpetradores de Bangladesh são os militares e os colonos bengalis muçulmanos, que juntos vêm incendiando templos budistas e hindus, assassinando muitos Chakmas e efetuando uma política de estupros de gangues contra os nativos. Há também acusações de Chakmas sendo forçados a se converter ao Islã, muitos dos quais crianças que foram raptadas para esta finalidade. O conflito começou logo após a independência de Bangladesh em 1972, quando a Constituição impôs o bengali como a única língua oficial, o Islã como a religião do Estado - sem direito culturais ou linguísticos para as populações minoritárias. Posteriormente, o governo incentivou e patrocinou o assentamento maciço por bengaleses na região, que alteraram a demografia de 98 por cento de nativos em 1971 para cinquenta por cento até 2000. O governo destinou um terço dos militares de Bangladesh para a região para apoiar os colonos, o que provocou uma prolongada guerra de guerrilha entre as tribos e os militares.  Durante este conflito que terminou oficialmente em 1997, e no período subsequente, foram relatados um grande número de violações dos direitos humanos contra os povos indígenas, com a violência contra as mulheres indígenas sendo particularmente extrema. 
Os colonos bengaleses e soldados estupraram mulheres nativas Jumma (Chakma) "com impunidade" com as forças de segurança de Bangladesh fazendo pouco para proteger os Jummas e, ao invés disso, ajudando os estupradores e os colonos. 

### Birmânia
Em Birmânia (Myanmar), a guerra civil de longa duração entre a junta militar e os rebeldes tem resultado em atrocidades contra os povos indígenas Karens alguns dos quais estão aliados com os insurgentes. Essas atrocidades têm sido descritas como genocídio.   O general birmanês Maung Hla afirmou que um dia os Karens só existirão "em um museu".  O governo implantou 50 batalhões no setor norte para atacar sistematicamente aldeias Karen com disparos de morteiros e metralhadoras, e minas terrestres. Pelo menos 446 mil Karens foram deslocados de suas casas pelos militares.  Também é relatado que os Karen estão sendo submetidos a trabalho forçado, estupro genocida, trabalho infantil e recrutamento de crianças-soldados. 

### Brasil

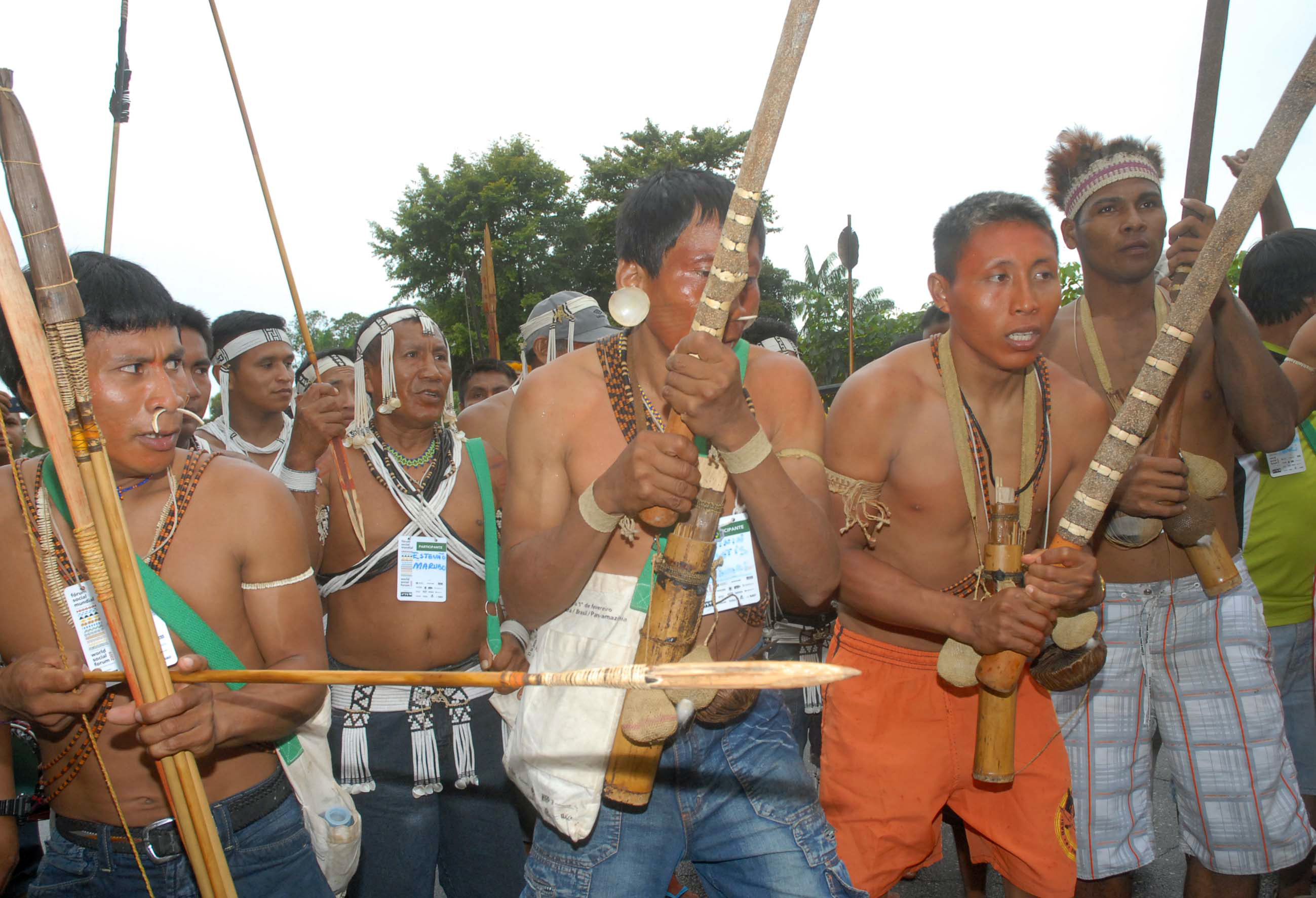
Manifestantes indígenas do Vale do Javari em Belém

Alguns têm argumentado que o genocídio teve início com o cultivo da cana-de-açúcar pelos portugueses na costa do atual Brasil. Também foi argumentado que o genocídio ocorreu durante a era moderna com a destruição permanente dos Jivaro, Yanomami e de outras tribos. Mais de 80 tribos indígenas desapareceram entre 1900 e 1957, e de uma população de mais de um milhão durante este período 80% tinha sido assassinada por meio da desculturalização, doenças ou homicídio. 
No final dos anos 1950 até 1968, o Estado brasileiro submeteu seus povos indígenas às tentativas violentas para integrar, pacificar e aculturar suas comunidades. Em 1967, o promotor público Jader de Figueiredo Correia, apresentou o Relatório Figueiredo à ditadura que então governava o país, o relatório de sete mil páginas não seria liberado até 2013. O relatório documenta crimes de genocídio contra os povos indígenas do Brasil, incluindo assassinatos em massa, tortura e guerra bacteriológica e química, relatava escravidão e abuso sexual. Os documentos redescobertos estão a ser analisados pela Comissão Nacional da Verdade, que tem sido encarregada das investigações de violações de direitos humanos que ocorreram nos períodos de 1947 a 1988. O relatório revela que o Serviço de Proteção ao Índio havia escravizado povos indígenas, torturado crianças e roubado terras. A Comissão da Verdade é da opinião de que tribos inteiras no Maranhão foram completamente erradicadas e em Mato Grosso, um ataque a trinta cintas-largas deixou apenas dois sobreviventes. O relatório também afirma que latifundiários e membros do SPI teriam entrado em aldeias isoladas e deliberadamente introduzido varíola. Das cento e trinta e quatro pessoas acusadas no relatório do Estado até agora não julgaram nenhuma,  uma vez que a Lei da Anistia aprovada no fim da ditadura não permite julgamentos para os abusos que aconteceram nesse período. O relatório também detalha casos de assassinatos em massa, estupros e tortura, Figueiredo afirma que as ações do SPI teriam deixado os povos indígenas próximos da extinção. O Estado aboliu o SPI após o lançamento do relatório. A Cruz Vermelha lançou uma investigação após novas alegações de limpeza étnica serem feitas após o SPI ter sido substituído. 
Em anos recentes os povos indígenas brasileiros continuam sofrendo intensa pressão e ameaças e muitos assassinatos têm sido registrados, geralmente em conflitos pela posse e uso da terra. Em 2017 a Articulação dos Povos Indígenas do Brasil (APIB) identificou 103 medidas, na esfera do Executivo e do Legislativo, que prejudicavam diretamente os povos indígenas. Um relatório do Conselho Indigenista Missionário (CIMI) registrou 277 casos de violência contra indígenas em 2019, sendo que 113 resultaram em morte. Em 2018 foram registrados 109 casos de invasão de terras indígenas, e em 2019 foram 825 casos. Lideranças e coletivos indígenas, instituições e outros interessados na causa continuam denunciando um genocídio em andamento. Em 2018 o Brasil foi denunciado pelo CIMI na Organização das Nações Unidas por risco de genocídio dos povos indígenas. Em novembro de 2019 o Coletivo de Advocacia em Direitos Humanos e a Comissão Arns apresentaram denúncia ao Tribunal Penal Internacional acusando o presidente Jair Bolsonaro de "crimes contra a humanidade" e "incitação ao genocídio contra os povos indígenas do Brasil". Em julho de 2020 a APIB apresentou denúncia ao Supremo Tribunal Federal argumentando que existe um racismo institucionalizado e que "está em curso um genocídio".

### Colômbia
No prolongado conflito na Colômbia, os grupos indígenas, como os povos Awá, Wayuu, Pijao e Paez tornaram-se sujeitos a intensa violência por parte dos paramilitares de direita, das guerrilhas esquerdistas, e do exército colombiano.  Os cartéis de drogas, as empresas internacionais de extração de recursos e os militares também usaram a violência para forçar os grupos indígenas a sair de seus territórios.  A Organização Nacional Indígena da Colômbia argumenta que a violência é genocida por natureza, mas outros questionam se existe uma "intenção genocida", conforme exigido na legislação internacional. 

### Congo (RDC)
Na República Democrática do Congo a violência genocida contra os povos indígenas Mbuti, Lese e Ituri tem sido endêmica por décadas. Durante a Guerra Civil Congo (1998-2003), os pigmeus foram caçados e comidos por ambos os lados do conflito, que os consideravam como sub-humanos.  Sinafasi Makelo, um representante dos pigmeus Mbuti, pediu ao Conselho de Segurança da ONU para reconhecer o canibalismo como um crime contra a humanidade e também como um ato de genocídio.  De acordo com um relatório da Minority Rights Group International, há evidências de assassinatos em massa, canibalismo e estupro. O relatório, que classificou esses eventos como uma campanha de extermínio, ligou grande parte da violência as crenças sobre poderes especiais detidos por Bambuti.  No distrito de Ituri, as forças rebeldes lançaram uma operação de codinome "Effacer le tableau". O objetivo da operação, de acordo com testemunhas, era livrar a floresta dos pigmeus.

### Timor-Leste
A Indonésia invadiu o Timor-Leste, que anteriormente tinha sido uma colônia portuguesa, em 1975. Depois disso, o governo indonésio encorajou políticas militares repressivas para lidar com os protestos étnicos e a resistência armada na área e incentivou o assentamento à região por povos de outras partes da Indonésia. A violência entre 1975 e 1993 tinha reivindicado entre 120.000 e 200.000 pessoas. A repressão entrou nos holofotes internacionais em 1991, quando um protesto em Dili foi interrompido pelas forças indonésias que mataram mais de 250 pessoas e centenas de outras ficaram desaparecidas. O massacre de Santa Cruz, como o evento tornou-se conhecido, chamou significativa atenção internacional para a questão (destacada com o Prêmio Nobel da Paz de 1996 sendo fornecido para Bispo Carlos Filipe Ximenes Belo e o líder da resistência José Ramos-Horta). Na sequência do clamor internacional, o governo indonésio começou a organizar um grande número de grupos paramilitares em Timor-Leste que continuaram assediando e matando ativistas pró-independência. Ao mesmo tempo, o governo da Indonésia aumentou significativamente os esforços de reassentamento da população para a área e de destruição da infra-estrutura e do ambiente utilizado pelas comunidades timorenses. Isso acabou resultando em uma força de intervenção internacional a ser implantada para uma votação pela população para a independência de Timor Leste em 1999. A votação foi significativa a favor da independência e as forças indonésias se retiraram, embora os paramilitares continuariam realizando ataques de represália por alguns anos.
Um relatório das Nações Unidas sobre a ocupação indonésia identificou fome, utilização de desfolhantes e napalm, tortura, estupro, escravidão sexual, desaparecimentos, execuções públicas e execuções extrajudiciais sancionadas pelo governo indonésio e todo o conflito resultando na redução da população a um terço do seu nível de 1975.

### Guatemala
Durante a Guerra Civil da Guatemala (1960-1996) as forças estatais efetuaram atrocidades violentas contra os povos maias. O governo considerava os maias como estando alinhados com os rebeldes comunistas, que às vezes estavam mas muitas vezes não estavam. As forças armadas da Guatemala realizaram três campanhas que têm sido descritas como genocídio. A primeira foi uma política de terra queimada que também foi acompanhada por assassinato em massa, incluindo o recrutamento forçado de meninos maias para o serviço militar, onde eram, por vezes, forçados a participar em massacres contra as suas aldeias natais. A segunda foi para caçar e exterminar aqueles que haviam sobrevivido e escapado do exército e a terceira foi a transferência forçada de sobreviventes para "centros de reeducação" e a busca contínua daqueles que tinham fugido para as montanhas.  As forças armadas usaram estupro genocida de mulheres e crianças como uma tática deliberada. As crianças eram espancadas até a morte batendo-as contra paredes ou lançando-as vivas em valas comuns onde seriam esmagadas pelo peso de um adulto morto jogado em cima delas.  Estima-se que 200.000 pessoas, a maioria delas maias, desapareceram durante a guerra civil guatemalteca.  Depois dos acordos de paz de 1996, um processo legal foi iniciado para determinar a responsabilidade legal das atrocidades e para localizar e identificar os desaparecidos. Em 2013, o ex-presidente Efraín Ríos Montt foi condenado por genocídio e crimes contra a humanidade e foi sentenciado a 80 anos de prisão.  Dez dias depois, o Tribunal Constitucional da Guatemala anulou a condenação. 

### Irian Jaya/Papua Ocidental
Desde a época da sua independência até o final dos anos 1960, o governo indonésio buscou o controle da metade ocidental da ilha de Nova Guiné, a área chamada Irian Jaya ou Papua Ocidental, que havia permanecido sob o controle dos Países Baixos.  Quando finalmente conseguiu o controle reconhecido internacionalmente para a área, uma série de confrontos ocorreram entre o governo indonésio e o Movimento Papua Livre. O governo da Indonésia iniciou uma série de medidas destinadas a suprimir a organização na década de 1970 e a supressão atingiu níveis elevados em meados dos anos 1980.  Os abusos dos direitos humanos decorrentes incluíram execuções extrajudiciais, tortura, desaparecimentos, estupro e perseguição de povos indígenas em toda a província.  Um relatório de 2004 da Allard K. Lowenstein International Human Rights Clinic na Yale Law School identificou tanto a violência em massa como as políticas de transmigração que incentivavam famílias balinesas e javanesas a se mudarem para a área como uma forte evidência "que o governo indonésio estava cometendo atos proscritos com a intenção de destruir os papuásios ocidentais como tal, em violação da Convenção de 1948 sobre a Prevenção e Punição do Crime de Genocídio." O genocídio contra os povos indígenas da região foram as principais reivindicações feitas no caso estadunidense Beanal v. Freeport, uma das primeiras ações judiciais em que os povos indígenas fora dos Estados Unidos solicitaram a obtenção de uma sentença contra uma corporação multinacional pela destruição ambiental fora dos Estados Unidos. Enquanto o requerente, um líder indígena, afirmava que a empresa de mineração Freeport-McMoRan havia cometido genocídio através da destruição ambiental, que "resultou na morte proposital, deliberada, maquinada e planejada de uma cultura dos indígenas", o tribunal considerou que o genocídio é referente apenas à destruição dos povos indígenas e não se aplicava à destruição da cultura dos povos indígenas"; no entanto, o tribunal deixou aberta a oportunidade para que os requerentes alterassem seus arquivamentos com reivindicação adicional. 

### Paraguai
Existem 17 tribos indígenas que vivem principalmente na região do Chaco do Paraguai. Em 2002, seus números eram estimados em 86 mil. Durante o período entre 1954 e 1989, quando a ditadura militar do general Alfredo Stroessner governou o Paraguai, a população indígena do país sofreu a maior perda de território e violações dos direitos humanos do que em qualquer outro momento na história da nação. No início de 1970, grupos internacionais afirmaram que o Estado era cúmplice no genocídio dos Aché, com acusações variando de sequestro e venda de crianças, retenção de medicamentos e de alimentos, escravidão e tortura. Durante os anos 1960 e 1970, 85% da tribo Aché foi morta, muitas vezes mutilados até a morte com machetes, a fim de abrir espaço para a indústria madeireira, mineradora, agrícola e pecuarista.
De acordo com Jérémie Gilbert, a situação no Paraguai tem provado que é difícil apresentar a prova exigida para mostrar "intenção específica", em apoio de uma reivindicação de que o genocídio teria ocorrido. Os Aché, cujo grupo cultural é visto agora como extinto, foram vitimas pelo desenvolvimento por parte do Estado, que havia promovido a exploração de seus territórios por empresas transnacionais de recursos naturais. Gilbert conclui que, embora uma destruição planejada e voluntária tenha ocorrido, argumenta-se pelo Estado que não houve a intenção de destruir os Aché, uma vez que o ocorrido foi devido ao desenvolvimento e não uma ação deliberada.

### Bósnia e Herzegovina

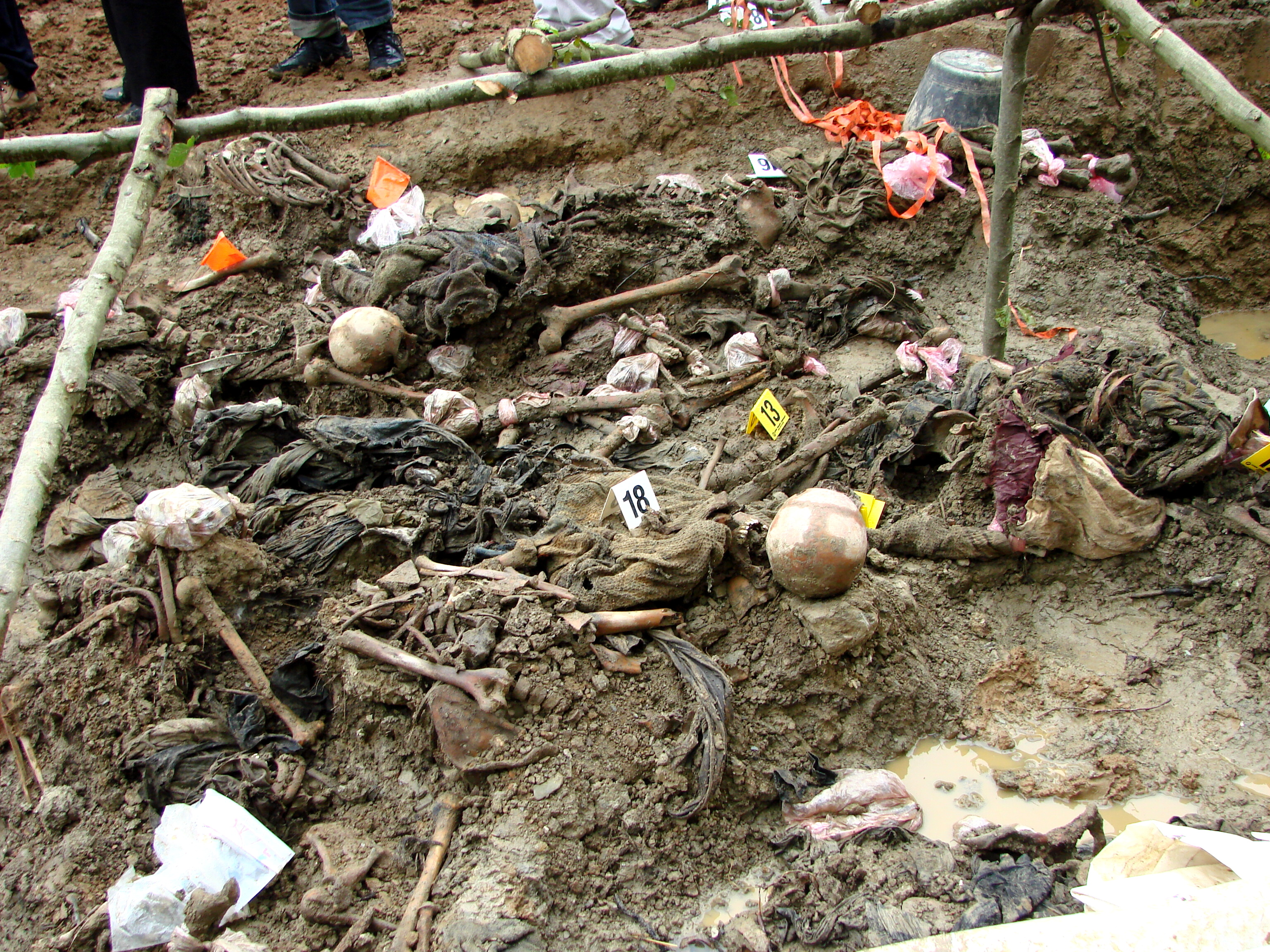
Uma vala comum exumada em Potocari, Bósnia e Herzegovina, onde os principais eventos do massacre de Srebrenica em julho de 1995 ocorreram. Julho de 2007.

O genocídio de Srebrenica consistiu na morte de cerca de 8.000 muçulmanos bósnios étnicos na região de Srebrenica em julho de 1995 por sérvios da Bósnia. Este massacre ocorreu em uma área previamente declarada "segura" pelas Nações Unidas. Embora a eliminação dos bósnios muçulmanos fosse supostamente buscada, o massacre incluiu o assassinato de crianças, adolescentes e idosos com o objetivo de limpeza étnica da cidade.
Na sua condenação do general sérvio da Bósnia Radislav Krstić, o Tribunal Penal Internacional para a ex-Jugoslávia (TPIJ), de classificar os acontecimentos em Srebrenica como um ato de genocídio. Theodor Meron, o presidente da Câmara que presidiu a Câmara, afirmou que:
Buscando eliminar uma parte da população muçulmana muçulmana, os combatentes sérvios da Bósnia cometeram genocídio. Eles selecionaram para a extinção as quarenta mil florestas muçulmanas que habitavam Srebrenica, um grupo particularmente emblemático entre as florestas muçulmanas em geral. Eles despojaram todos os prisioneiros, militares e civis, jovens e grandes, de seus pertences e identificação; e deliberada e metodicamente os removeu, somente por causa de sua identidade.

### Ruanda
O genocídio de Ruanda foi uma tentativa de exterminar a população étnica tutsi da etnia hutu, entre 7 de abril e 15 de julho de 1994, na qual cerca de 70% dos tutsis foram mortos, calculando entre 500.000 e 1.000.000 de mortes. A violência sexual foi generalizada: acredita-se que entre 250.000 a 500.000 mulheres foram estupradas durante o genocídio.